# 沙漠绢蒿
沙漠绢蒿（学名：Seriphidium santolinum）为菊科绢蒿属的植物。分布在伊朗、俄罗斯以及中国大陆的新疆等地，生长于海拔1,400米的地区，一般生长在沙漠地区的半流动以及固定沙丘上，目前尚未由人工引种栽培。

## 异名
- Artemisia santolina Schrenk